# Bristol 405
Der Bristol 405 ist ein Oberklassefahrzeug des ehemaligen britischen Automobilherstellers Bristol Cars, der von 1954 bis 1958 als viertürige Limousine (Saloon) und als zweitüriges Cabriolet (Drophead Coupé) verkauft wurde. Der 405 ist technisch und stilistisch mit dem zweitürigen Sportcoupé Bristol 404 verwandt, der als Gentleman’s Express in die Geschichte Bristols eingegangen ist. Das 405 Cabriolet gehört mittlerweile zu den begehrtesten Sammlerstücken der Marke.

## Unternehmensgeschichtlicher Hintergrund
Der in Gloucestershire ansässige Autohersteller Bristol Cars hatte seine Wurzeln in der Bristol Aeroplane Company, die 1910 in Bristol als Flugzeugproduzent gegründet worden war. Nach dem Ende des Zweiten Weltkriegs expandierte Bristol Aeroplane, um die vorhandenen Kapazitäten auszulasten, in die Automobilbranche. Die ersten Fahrzeuge der neuen Marke übernahmen – möglicherweise als Reparationsleistung, nach anderer Quelle konsensual – das Chassis und den Motor der noch vor dem Krieg entwickelten BMW-Typen 326, 327 und 328, das Debütmodell Bristol 400 erhielt sogar eine BMW-Karosserie. Die Nachfolger 401, 402 und 403 mit italienischen Touring-Karosserien bauten weiter auf dem BMW-Chassis und dem BMW-Motor auf, die Bristol schrittweise weiterentwickelte. Parallel zum viersitzigen 403 produzierte Bristol ab 1954 das zweisitzige Coupé 404, das auf einem verkürzten Chassis aufbaut und dessen Karosserie neu konstruiert war. Mit dem 405 übertrug Bristol die Gestaltungs- und Konstruktionsmerkmale des kurzen 404 auf das lange Standardchassis, sodass der 405 als Schwestermodell des kurzen 404 angesehen werden kann.
Der 405 blieb vier Jahre lang im Programm. An seine Stelle trat im Sommer 1958 der Bristol 406, der zumindest anfänglich als bloßes Übergangsmodell gedacht war. In der Produktionszeit des 405 gab es Überlegungen, die Marke Bristol künftig neu zu positionieren. Die Pläne sahen eine Ausweitung der Produktion und die Entwicklung eines neuen Modells vor, mit dem Bristol in Konkurrenz zu BMW und Mercedes-Benz treten sollte. Die Entwicklung dieses als World Car bezeichneten Bristol 220 begannen etwa 1956; mindestens ein Prototyp entstand. Als es zum Ende des Jahrzehnts zu einer Reihe von Umstrukturierungen des Bristol-Konzerns kam, an deren Ende die Automobilsparte verkauft und von George White und Tony Crook übernommen wurde, fehlten die Ressourcen für eine Fortsetzung des World-Car-Programms. Bristol Cars setzte stattdessen die Produktion des Bristol 406 in Kleinstserie fort.

## Modellbeschreibung
Der 405 basiert auf Bristols ungekürztem Standard-Chassis, das mit Ausnahme des 404 bei allen bisherigen Modellen der Marke verwendet worden war. Darauf ruht eine von einem Holzgerüst getragene Karosserie, die bis zur A-Säule der des Bristol 404 entspricht. Wie beim Coupé ist auch hier das Reserverad seitlich stehend in einem Abteil zwischen linkem Vorderrad und der Beifahrertür untergebracht.

### Antriebstechnik

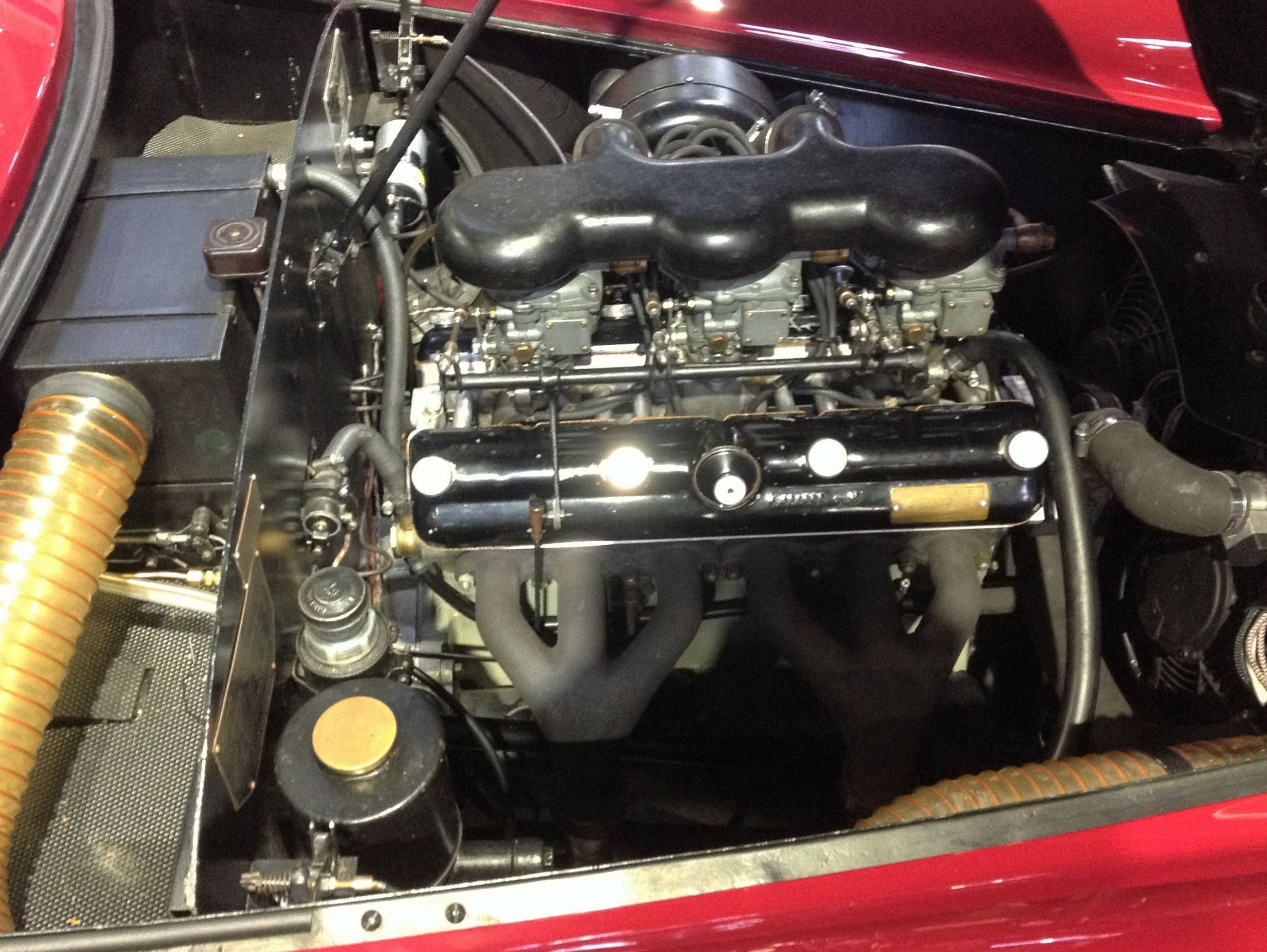
Bristol 405, Motorraum

Die Antriebstechnik entsprach weitestgehend der des Bristol 404. Das Auto wurde von dem bekannten, 2,0 Liter großen Sechszylinder vom Type 100B (405 Drophead Coupé und 404) bzw. 100B2 (405 Sports Saloon) mit einer Verdichtung von 8,5:1 angetrieben, der in beiden Varianten 105 bhp (106 PS, 78 kW) bei 5000 Umdrehungen pro Minute leistete; das maximale Drehmoment lag bei 167 Newtonmeter bei 3750 Umdrehungen pro Minute. Der Typ 100B2 unterscheidet sich von dem 100B im Wesentlichen durch zwei dreiflutige Abgaskrümmer (anstelle eines sechsflutigen), die in zwei separaten Auspuffrohren mit relativ geringem Durchmesser mündeten (anstelle eines einzelnen Auspuffrohres mit größerem Durchmesser). Der höher verdichtete, 125 hp (127 PS, 93 kW) starke Motor Type 100C, der im 404 wahlweise zur Verfügung stand, wurde im 405 werksseitig nicht angeboten.
Allerdings war das per Hand zu schaltende Vierganggetriebe nun serienmäßig mit einem Overdrive von Laycock-de Normanville ausgestattet, das über einen Schalter am Armaturenbrett zu bedienen war. Der Benzintank ist über der Hinterachse angeordnet. Dies hilft dabei, die Gewichtsverteilung des Fahrzeugs zu verbessern wie auch das Volumen des Kofferraums zu vergrößern. Zudem ist der Tank hier im Falle eines Unfalls vergleichsweise sicher untergebracht.

### Der 405 Saloon

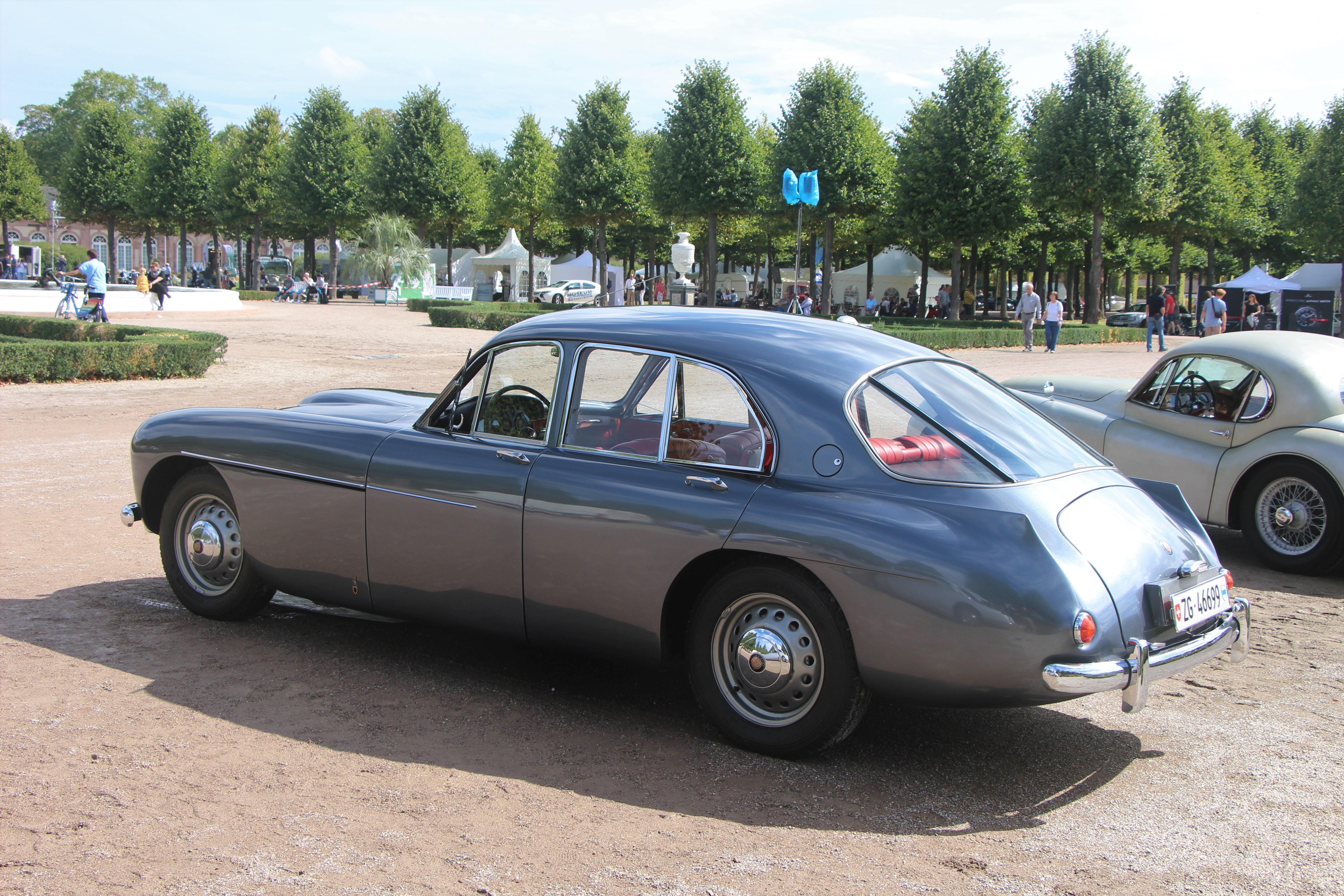
Heckpartie des 405 Saloon

Volumenmodell der 405-Reihe war der viertürige Saloon. Sein Aufbau ist, beginnend mit der A-Säule, stilistisch eigenständig. Er wird von einem Gerüst aus Eschenholz getragen, das an der B-Säule durch eine Stahlkonstruktion verstärkt ist. Die vier vorne angeschlagenen Türen sind schmal, können aber beinahe im Winkel von 90 Grad geöffnet werden. Die Dachlinie geht fließend in die Kofferraumhaube über. Die Heckscheibe ist stark gebogen und sollte den Eindruck einer Panoramascheibe erwecken. Tatsächlich handelt es sich aber nicht um eine einteilige Scheibe; vielmehr war sie aus drei Elementen zusammengesetzt. Im Gegensatz zum 404 hat der 405 einen separaten, von außen zugänglichen Kofferraum, der mit einem Volumen von über 501 Litern ungewöhnlich groß ausfällt. Über den hinteren Kotflügeln trägt der 405 Saloon kleine Heckflügel, die die Gestaltung des Bristol 404 wieder aufgriffen. Die Sitze sind mit Leder bezogen. Im Fußraum ist ein Wollteppich verlegt; das Armaturenbrett besteht aus poliertem Wurzelholz.
Der 405 Sports Saloon wog fahrfertig 1330 kg. Mit der aerodynamisch günstigen Karosserie erreichte er eine Höchstgeschwindigkeit von 175 km/h.
Der Verkaufspreis des 405 Sports Saloon betrug im Oktober 1954 2250 £ zuzüglich einer nahezu fünfzigprozentigen „purchase tax“. Damit lag er preislich zwischen dem 100 £ günstigeren 403 und dem 100 £ teureren 404. Auf ähnlichem Preisniveau lag etwa der Alvis TC 108/G.
Bis 1958 entstanden 262 Exemplare des Sports Saloon.

### Das 405 Drophead Coupé

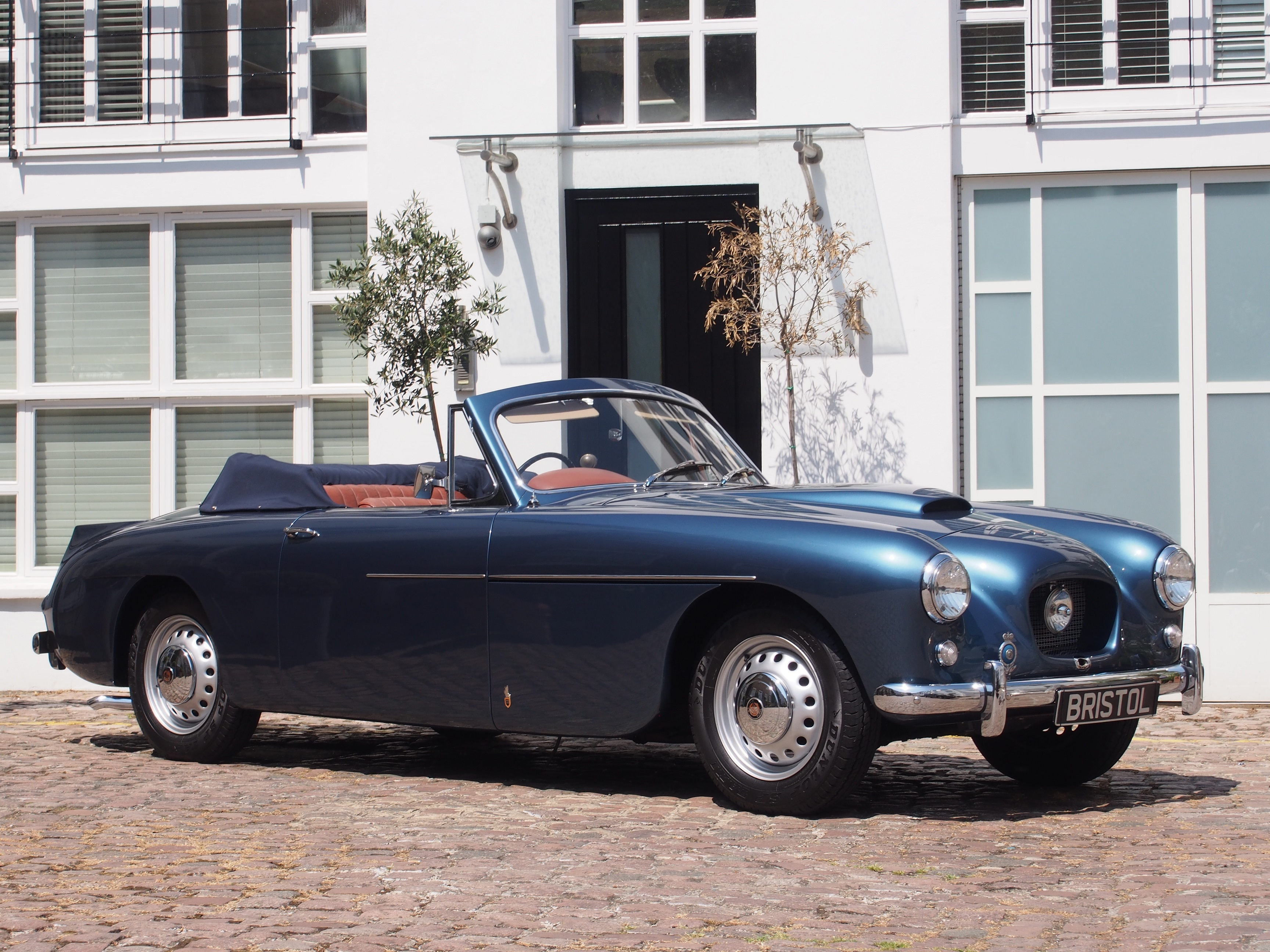
Bristol 405 Drophead Coupé

Gleichzeitig mit dem viertürigen Saloon stellte Bristol im Herbst 1954 ein zweitüriges, knapp viersitziges 405 Cabriolet („Drophead Coupé“) vor. Die Konstruktion der Karosserie hatte Bristol an den Spezialbetrieb Abbott of Farnham ausgelagert, der in Detailfragen, vor allem beim Schweißen der Aluminiumbleche, Werksunterstützung erhielt. Anders als bei dem 404 Drophead Coupé, das Abbott 1953 auf der Basis des kurzen Sportwagens als Einzelstück produziert hatte, hatte das 405 Cabriolet den unverkürzten Standardradstand. Dadurch konnten die Türen breiter gestaltet werden. Stilistisch war auch das Heck des 405 Cabriolets eigenständig: Es war ein Stufenheck mit angedeuteten kleinen Heckflossen auf den hinteren Kotflügeln sowie einem großen Kofferraumdeckel. Im geschlossenen Zustand schloss das Stoffverdeck unmittelbar an die Türen an; es gab keine hinteren Seitenscheiben. Der Antrieb des Drophead Coupé, der 100B-Motor, entsprach dem des Saloon.
Der Verkaufspreis des Drophead Coupé war der gleiche wie der des Saloon. Bis 1958 entstanden 43 Exemplare des 405 Drophead Coupé. Im Allgemeinen wird Abbott of Farnham als Hersteller der Serienkarosserien genannt. In der markenspezifischen Fachliteratur wird das allerdings bezweifelt. Danach gibt es Anhaltspunkte dafür, dass Abbott die Serienfertigung der Cabriolets aus Kapazitätsgründen zumindest anteilig an Tickford als Subunternehmer weitergegeben hatte. Der Anteil Tickfords ist ungeklärt. Ein Autor spricht von einzelnen Autos, die bei dort gebaut wurden, ein anderer geht davon aus, dass Abbott lediglich Konstruktionsarbeiten leistete und den Prototyp herstellte, während alle Serienmodelle bei Tickford worden seien.

## Wiederbelebung 2010
2010 stellte Bristol auf Kundenwunsch ein 405 Drophead Coupé mit einem Stahlgerüst für die Karosserie her – anders als beim Originalfahrzeug der 1950er Jahre. Für das technisch modernisierte Fahrzeug verwendete Bristol unter anderem einen stark überarbeiteten Sechszylindermotor. Im gleichen Jahr entstand eine zweitürige Coupé-Version des 405 mit fest stehendem Metalldach. Eine solche Version hatte es während der Serienproduktion des 405 nicht gegeben.